# 覃家岗街道
覃家岗街道，是中华人民共和国重庆市沙坪坝区下辖的一个乡镇级行政单位。

## 行政区划
覃家岗街道下辖以下地区：
新立社区、新鸣社区、梨园社区、金星社区、新凤社区、梨泉社区、马家岩社区、金桥社区、凤天路社区、梨树湾村、上桥村、新桥村和童家桥村。